# Пам'ятки історії Жовківського району
У Жовківському районі Львівської області нараховується 45 пам'яток історії.
| #  | Назва | Датування                       | Адреса                                                          | Охоронний номер | Номер і дата рішення             |
| -- | --- | ------------------------------- | --------------------------------------------------------------- | --------------- | -------------------------------- |
| 1  | Місце, де стояв табір козацьких військ на чолі з Б. Хмельницьким (худ.-мем. табл., ск. Й. Садовський, 1979, бронза) | Жовтень 1648 р.                 | С. Крехів, монастир                                             | 61              | Рішення № 506, 02.11.1982        |
| 2  | Пам'ятник на честь перемоги жителів навколишніх сіл над турецько-татарськими загарбниками (1976, камінь) | Вересень 1672 р.                | С. Крехів, північна сторона села                                | 1065            | Рішення № 183, 05.05.1972        |
| 3  | Художньо-меморіальна таблиця на честь визвольного походу козацько-селянського війська під керівництвом Б. Хмельницького (ск. Л. Лесюк, арх. М. Гірняк, 1979, бронза) | Жовтень 1648 р.                 | М. Жовква, міські ворота (Звіринецькі)                          | 60              | Рішення № 506, 02.11.1982        |
| 4  | Художньо-меморіальна таблиця Б. Хмельницькому (ск. Я. Скакун, 1995, бронза) |                                 | М. Жовква, пл. Вічева, на вежі замку                            | 1530            | Розпорядження № 1039, 06.10.1997 |
| 5  | Художньо-меморіальна таблиця на честь визвольного походу козацько-селянського війська під керівництвом Б. Хмельницького (ск. Й. Садовський, 1979, бронза) | Жовтень 1648 р.                 | С. Потелич, на церкві                                           | 62д             | Рішення № 506, 02.11.1982        |
| 6  | Братська могила січових стрільців | 1918 р.                         | С. Зіболки (Підлісне), кладовище                                | 1531            | Рішення № 249, 21.05.1991        |
| 7  | Братська могила українських січових стрільців і воїнів УПА (пам., 1990, мармурова крихта) | 1918 р.                         | смт Куликів, старе кладовище                                    | 1532            | Рішення № 249, 21.05.1991        |
| 8  | Могила українського поручика Чопика Василя (1918, лабрадорит) | 1918 р.                         | С. Крехів, кладовище                                            | 1533            | Рішення № 249, 21.05.1991        |
| 9  | Три могили січових стрільців (пам., ск. С. Литвиненко, 1936, мармурова крихта) | 1914—1920 рр.                   | М. Рава-Руська, кладовище                                       | 1534            | Рішення № 249, 21.05.1991        |
| 10 | Могила сотника УПА Пилипа Дмитра, лицаря Золотого Хреста (пам., 1991) | 1910—1944 рр.                   | С. Равське                                                      | 1535            | Розпорядження № 528, 19.07.1995  |
| 11 | Меморіал воїнів австрійської і російської армій, які загинули в роки І світової війни (пам., 1996, пісковик, мармур) | 07.09. 1914 р.                  | С. Гійче, ур. Прибитки, за селом у лісі                         | 1536            | Розпорядження № 1039, 06.10.1997 |
| 12 | Братська могила радянських воїнів (пам., 1957, з/бетон) | Червень 1941 р., липень 1944 р. | С. Артасів, на пн. захід від села, при дорозі Зіболки — Артасів | 562             | Рішення № 183, 05.05.1972        |
| 13 | Група могил радянських воїнів: лейтенанта Гапова П. В., єфрейтора Горбатова Є. М., сержанта Катало М. І. (пам., 1985, мармурова крихта) | 20 липня 1944 р.                | С. Волиця, на околиці села                                      | 563             | Рішення № 183, 05.05.1972        |
| 14 | Братська могила радянських воїнів (пам., 1975, мармурова крихта) | 1944 р., перепох. 1950 р.       | С. Городжів, кладовище, північна частина                        | 564             | Рішення № 183, 05.05.1972        |
| 15 | Дільниця на кладовищі, де поховані радянські воїни (9 бр. могил; пам., 1984, мармурова крихта, лабрадорит) | 1941 р., 1944 р.                | смт Куликів, пн.-зах. частина кладовища                         | 566             | Рішення № 183, 05.05.1972        |
| 16 | Братська могила радянських партизанів (пам., 1952, бетон) | 1944 р.                         | С. Кунин, на кладовищі воїнів Першої світової війни             | 1537            | Рішення № 183, 05.05.1972        |
| 17 | Кладовище радянських воїнів і партизанів (8 бр. могил; пам., 1972, з/бетон) | 1941 р. 1944 р.                 | смт Магерів, вул. Мартовича, кладовище                          | 567             | Рішення № 183, 05.05.1972        |
| 18 | Дільниця на кладовищі, де поховані радянські воїни (46 бр.; 12 індивід. могил; пам., 1955, мармурова крихта) | Липень 1944 р.                  | М. Жовква, міське кладовище                                     | 561             | Рішення № 183, 05.05.1972        |
| 19 | Братська могила жертв репресій (пам., ск. Б. Гав’юк, арх. М. Цапко, М. Кубай, В. Накопало, 1999, вапняк) | 30 червня 1941 р.               | М. Жовква, пл. Вічева                                           | 1538            | Розпорядження № 236, 11.03.2001  |
| 20 | Братська могила невідомих радянських воїнів (пам., 1965, з/бетон, мармурова крихта) | 1941 р.                         | С. Нова Кам'янка, на кладовищі                                  | 568             | Рішення № 183, 05.05.1972        |
| 21 | Братська могила радянських воїнів (пам., 1976, бетон) | Червень 1941 р.                 | С. Потелич, біля озера                                          | 1064            | Рішення № 183, 05.05.1972        |
| 22 | Дільниця на кладовищі, де поховані радянські воїни (13 бр.; 2 індивід. могили, пам., 1975, мармурова крихта) | Червень 1941 р., 1944 р.        | М. Рава-Руська, міське кладовище                                | 573             | Рішення № 183, 05.05.1972        |
| 23 | Кладовище радянських військовополонених, які загинули в концтаборі «Шталаг-325». Тут з липня 1941 р. до квітня 1942 р. знаходилося близько 18 тис. радянських військовополонених, яких гітлерівці майже повністю знищили (14 бр. могил, пам., арх. Г. Говденко, П. Захарченко, І. Старосельський, 1958, граніт, камінь) | 1941—1942 рр.                   | М. Рава-Руська, Волковицький ліс                                | 571             | Рішення № 183, 05.05.1972        |
| 24 | Кладовище французьких військовополонених (22 індивід. могили; пам., арх. Г. Гаовденко, П. Захарченко, І. Старосельський, 1960, мармурова крихта, камінь) | 1942—1944 рр.                   | М. Рава-Руська, Волковицький ліс                                | 572             | Рішення № 183, 05.05.1972        |
| 25 | Братська могила радянських воїнів (пам., 1954, з/бетон) | Червень 1941 р.                 | М. Рава-Руська, вул. Львівська, подвір’я школи-інтернату        | 569             | Рішення № 183, 05.05.1972        |
| 26 | Могила Степаняна М. М., радянського прикордонника (пам., 1954, мармурова крихта, камінь) | 1912—25.06. 1941 р.             | М. Рава-Руська, вул. Львівська, подвір’я школи інтернату        | 570             | Рішення № 183, 05.05.1972        |
| 27 | Братська могила радянських воїнів (пам., 1977, мармурова крихта, з/бетон) | 1941 р.                         | С. Сопошин, сільське кладовище                                  | 1539            | Рішення № 183, 05.05.1972        |
| 28 | Братська могила радянських воїнів (пам., 1977, мармурова крихта, з/бетон) | Липень 1941 р.                  | С. Сопошин, сільське кладовище                                  | 1540            | Рішення № 183, 05.05.1972        |
| 29 | Братська могила радянських воїнів (пам., 1972, бетон) | Липень 1944 р.                  | С. Туринка, біля школи                                          | 1541            | Рішення № 183, 05.05.1972        |
| 30 | Могила Кочетова С. В., радянського воїна (пам., 1977, бетон) | Липень 1944 р.                  | С. Мацошин, сільське кладовище                                  | 1542            | Рішення № 183, 05.05.1972        |
| 31 | Могила Мартовича О. С., українського письменника (пам., 1956, мармурова крихта) | 1871—1916 рр.                   | С. Монастирок, кладовище                                        | 576             | Рішення № 183, 05.05.1972        |
| 32 | Хата, в якій народився Коновалець Є. М., полковник армії УНР (худ.-мем. табл., 1991, бронза) | 14.06.1891 р.                   | С. Зашків                                                       | 1543            | Розпорядження № 528, 19.07.1995  |
| 33 | Будинок, в якому жив Лещук О., український письменник, професор, священник | 1932—1939 рр.; 1941—1946 рр.    | М. Рава-Руська, вул. Лещуків, 4                                 | 1544            | Розпорядження № 528, 19.07.1995  |
| 34 | Пам'ятник на честь скасування панщини (1990, мармурова крихта) | 1848 р.                         | С. Боянець                                                      | 1545            | Рішення № 249, 21.05.1991        |
| 35 | Пам'ятник на честь скасування панщини (1989, вапняк) | 1848 р.                         | С. Великі Грибовичі, зліва від шосе Львів — Жовква              | 1546            | Розпорядження № 528, 19.07.1995  |
| 36 | Пам'ятник на честь скасування панщини (1848, вапняк) | 1848 р.                         | С. Глинськ                                                      | 1547            | Розпорядження № 528, 19.07.1995  |
| 37 | Пам'ятник на честь скасування панщини (1990, камінь) | 1848 р.                         | С. Добросин, вул. Вчительська                                   | 1548            | Рішення № 249, 21.05.1991        |
| 38 | Пам'ятник на честь скасування панщини (1863, камінь) | 1848 р.                         | С. Крехів                                                       | 1549            | Рішення № 249, 21.05.1991        |
| 39 | Пам'ятник на честь скасування панщини (1848, камінь) | 1848 р.                         | С. Любеля                                                       | 1550            | Рішення № 249, 21.05.1991        |
| 40 | Пам'ятник на честь знесення корчми (1904, камінь, метал) | 1904 р.                         | С. Монастирок, біля школи                                       | 1551            | Рішення № 249, 21.05.1991        |
| 41 | Пам'ятник на честь знесення корчми (1910, камінь, метал) | 14.04.1904 р.                   | С. Старе Село, з правої сторони при в’їзді                      | 1552            | Рішення № 249, 21.05.1991        |
| 42 | Пам'ятник на честь скасування панщини (1990, камінь, бетон) | 1848 р.                         | С. Магерів, біля школи                                          | 590             | Рішення № 183, 05.05.1972        |
| 43 | Пам'ятник жертвам концтабору «Талергоф» (1935, реконструк. у 1980, мармурова крихта) | 1914—1918 рр.                   | С. Зіболки                                                      | 1553            | Рішення № 278, 25.06.1984        |
| 44 | Пам'ятник Моріну Ф. В., начальнику прикордонної застави, Герою Радянського Союзу (1965, з/бетон) | 1917—1941 рр.                   | С. Річки, територія застави                                     | 1554            | Рішення № 183, 05.05.1972        |
| 45 | Пам'ятник жертвам репресій (1991, лабрадорит, мармурова крихта) |                                 | М. Рава-Руська, вул. Львівська, 90                              | 1555            | Розпорядження № 528, 19.07.1995  |

## Джерело
Перелік пам'яток Львівської області [Архівовано 16 вересня 2012 у Wayback Machine.]
 Вікісховище має мультимедійні дані за темою: Пам'ятки історії Жовківського району